# André Luíz Baracho
André Luíz Baracho (sinh ngày 15 tháng 7 năm 1980) là một cầu thủ bóng đá người Brasil.

## Sự nghiệp câu lạc bộ
André Luíz Baracho đã từng chơi cho Oita Trinita và Sagan Tosu.

## Thống kê câu lạc bộ

### J.League
| Đội          | Năm       | J.League | J.League | J.League Cup | J.League Cup | Tổng cộng | Tổng cộng |
| Đội          | Năm       | Trận     | Bàn      | Trận         | Bàn          | Trận      | Bàn       |
| ------------ | --------- | -------- | -------- | ------------ | ------------ | --------- | --------- |
| Oita Trinita | 2000      | 1        | 0        | 0            | 0            | 1         | 0         |
| Sagan Tosu   | 2000      | 0        | 0        | 0            | 0            | 0         | 0         |
| Tổng cộng    | Tổng cộng | 1        | 0        | 0            | 0            | 1         | 0         |